# 新維森巴赫河

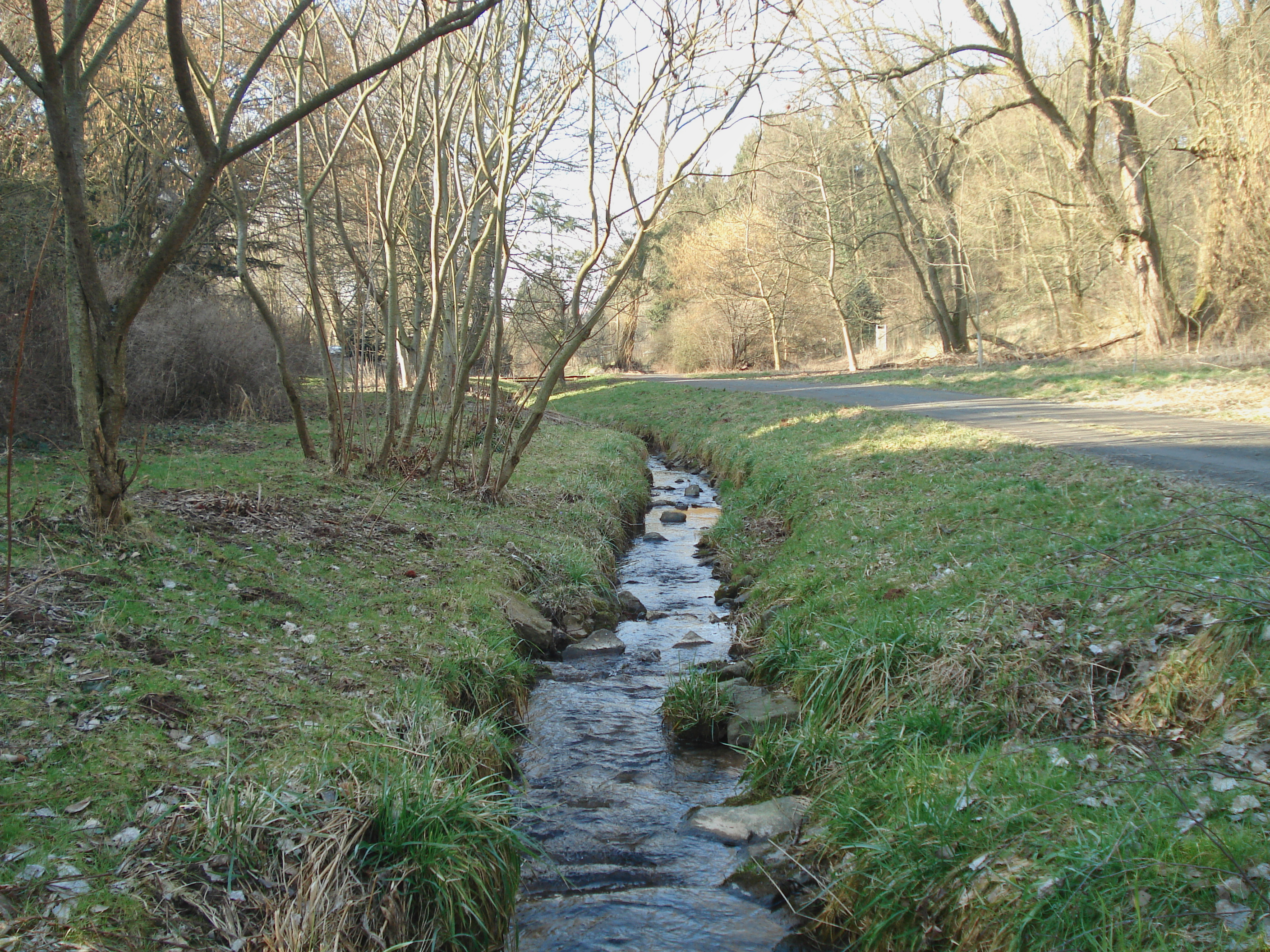

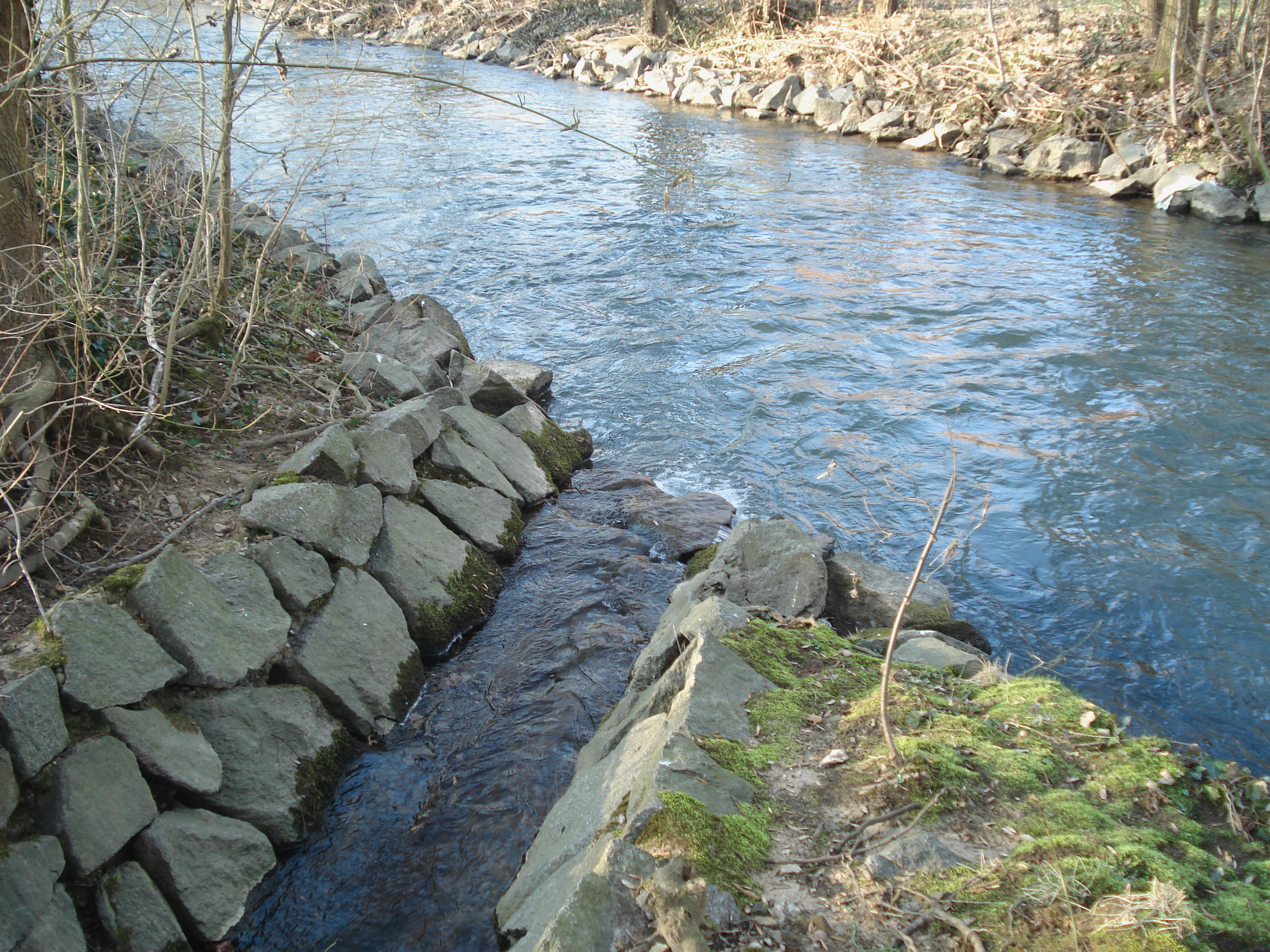

50°5′5.60″N 9°4′20.34″E / 50.0848889°N 9.0723167°E
新維森巴赫河（德語：Neuwiesenbach），是德國的河流，位於該國東南部，由巴伐利亞負責管轄，屬於卡爾河的左支流，河道全長4.8公里，流域面積3.6平方公里。